# Обвинение Дональда Трампа и сообщников в попытке фальсификации результатов выборов в штате Джорджия
"Штат Джорджия против Дональда Дж. Трампа и других" — дело против 45-го президента США Дональда Трампа и его 18 предполагаемых сообщников находится на рассмотрении в Высшем уголовном суде штата Джорджия. Обвинение утверждает, что Трамп руководил «преступным рэкетом», в ходе которого он и все остальные обвиняемые «сознательно и умышленно присоединились к заговору с целью незаконного изменения результатов» президентских выборов в США в штате Джорджия в 2020 году. Всем обвиняемым предъявлено обвинение по одному пункту в нарушении Закона Джорджии об организациях, находящихся под влиянием рэкета и коррумпированных лиц (RICO), за которое предусмотрено наказание в виде лишения свободы на срок от пяти до двадцати лет. Обвинение выдвинуто в контексте более широкой кампании администрации Трампа по отмене его поражения на президентских выборах 2020 года. Это одно из четырёх текущих уголовных обвинений против Трампа.
Обвиняемым предъявлены различные обвинения по сорока дополнительным пунктам других обвинений, в том числе: Трамп и сообвиняемые планировали создать протрамповские списки фальшивых выборщиков; Трамп позвонил государственному секретарю Джорджии Брэду Раффенспергеру и попросил его «найти 11 780 голосов», что компенсировало бы его потерю в штате с перевесом в один голос; и небольшая группа союзников Трампа в округе Коффи штата Джорджия незаконно получила доступ к системам голосования, пытаясь найти доказательства фальсификации выборов.
Большое жюри вынесло обвинительные заключения 14 августа 2023 года после расследования, начатого в феврале 2021 года окружным прокурором округа Фултон Фани Уиллис. Четверо обвиняемых признали себя виновными по некоторым пунктам обвинения и согласились сотрудничать с обвинением, остальные не признали себя виновными. Дело будет слушаться в Верховном суде округа Фултон под председательством судьи Скотта Макафи. Другой судья отклонил запросы бывшего руководителя администрации Трампа Марка Медоуза, бывшего чиновника Министерства юстиции США Джеффри Кларка и трёх других обвиняемых о передаче их дел в федеральный суд.

## Предыстория

### До и в течение дня выборов
За несколько недель до президентских выборов 2016 года Трамп в серии твитов заявил, что массовые фальсификации результатов выборов неизбежны, и это мнение поддержал его советник по правовым вопросам Руди Джулиани. Трамп повторял эти обвинения на протяжении всего своего президентства и в своей предвыборной кампании 2020 года; в течение нескольких месяцев он готовил аргументы на случай своего проигрыша, в первую очередь касающиеся отправки бюллетеней по почте. Ещё в августе 2020 года он заручился поддержкой консервативной активистки и адвоката Клеты Митчелл, чтобы помочь отменить выборы. За два дня до дня выборов (3 ноября 2020 г.) он сообщил журналистам, что «приедет со [своими] адвокатами», как только выборы закончатся.
В день выборов предварительные опросы на избирательных участках в Джорджии показывали, что Трамп лидирует, это было связано с тем, что в условиях пандемии COVID-19 его сторонники чаще, чем противники, голосовали лично, но его преимущество уменьшилось по мере подсчета бюллетеней, отправленных по почте. Следуя совету Джулиани, выступая сразу после выборов в 2 часа ночи в Восточном зале Белого дома Трамп заявил, что он победил на выборах и что представленные подсчеты голосов были сфальсифицированы. Пока подсчитывались бюллетени, эксперт по данным предвыборной кампании Мэтт Очковски прямо сообщил Трампу, что он проиграет выборы. Советник Белого дома Пэт Чиполлоне сказал ему, что признание результатов выборов недействительными будет «пактом об убийстве и самоубийстве». Министерство юстиции под руководством сторонника Трампа генерального прокурора Уильяма Барра не смогло обнаружить широкомасштабные фальсификации результатов выборов.
Бывший спикер Палаты представителей Ньют Гингрич предсказал, что избиратели Трампа взорвутся «яростью», и это мнение разделял лидер республиканцев в Палате представителей Кевин Маккарти, который сказал Лоре Ингрэм в программе The Ingraham Angle, что республиканцам «не следует молчать об этом».

### Попытки оказать давление на государственных чиновников Джорджии
3 декабря 2020 года на 7-часовом слушании Комитета Сената Джорджии по судебной власти было заслушано заявление, в котором команда юристов Трампа, в том числе Руди Джулиани и  Джон Истман, выдвинула ложные утверждения о мошенничестве и неправомерных действиях в ходе избирательного процесса в этом штате, а также о том, что законодательный орган Джорджии получает право назначать выборщиков Трампа. Аналогичная презентация была сделана Комитету  Палаты представителей Джорджии по связям с правительством.
7 декабря Трамп позвонил спикеру Палаты представителей Джорджии  Дэвиду Ралстону и попросил его созвать специальную сессию законодательного собрания штата, чтобы отменить результаты выборов в Джорджии.
В конце декабря 2020 года и начале января 2021 года  Джеффри Кларк,  помощник генерального прокурора по  вопросам окружающей среды и природных ресурсов и действующий от  гражданского отдела Министерства юстиции, подготовил письмо официальным лицам Джорджии, в котором говорилось, что Министерство юстиции «выявило серьёзные проблемы, которые могли повлиять на результатов выборов в нескольких штатах», призвав законодательный орган Джорджии созвать специальную сессию с «целью рассмотрения вопросов, касающихся назначения президентских выборщиков». Кларк представил проект письма исполняющему обязанности генерального прокурора Джеффри Розену и его заместителю Ричарду Донохью на подписи; они отклонили предложение, и письмо так и не было отправлено.
Трамп оказал давление на госсекретаря Джорджии Брэда Раффенспергера, чтобы тот изменил 2020 результаты выборов в штате во время часовой телеконференции 2 января 2021 года. Трамп сказал Раффенспергеру: «Я хочу сделать вот что. Я просто хочу набрать, хм, 11 780 голосов, что на один больше, чем [перевес в 11 779 голосов], который у нас есть, потому что мы выиграли штат».
17 сентября Трамп написал Раффенспергеру, утверждая, что 43 000 бюллетеней в округе Де-Калб были обработаны неправильно, и что Раффенспергер должен «начать процесс отмены сертификации выборов или любого другого правильного средства правовой защиты и объявить истинного победителя». В обвинительном заключении 2023 года в Джорджии этим действиям посвящены 38-й и 39-й пункты обвинения.

### Создание фальшивых избирательных документов
План по вербовке фальшивых выборщиков для Дональда Трампа и оказанию давления на государственных чиновников, чтобы они приняли их, был инициирован Руди Джулиани и Джоном Истманом в поддержку кампании Трампа и с ведома самого Трампа, хотя другие сотрудники кампании выразили сомнения по поводу этого плана. План привел к изготовлению фальшивых документов в семи штатах: Аризоне, Джорджии, Мичигане, Неваде, Нью-Мексико, Пенсильвании и Висконсине.
Как обычно, 16 потенциальных избирателей Трампа в Джорджии были выбраны ещё до выборов. После того, как Байден победил на выборах и за несколько дней до запланированного подсчета голосов выборщиков, избирателям-республиканцам позвонили с просьбой прийти в Капитолий штата Джорджия, чтобы проголосовать «альтернативно», якобы на случай, если дело "Техас против Пенсильвании" будет решено в пользу Трампа. Однако  11 декабря 2020 года это дело было отклонено, за три дня до того, как должно было состояться голосование выборщиков, и Джулиани и Кеннет Чезебро скрыли этот факт  от большинства фальшивых выборщиков. Четыре члена республиканского избирательного списка отказались от участия, в том числе бывший сенатор США Джонни Айзаксон, и были заменены.
Фальшивые выборщики Джорджии собрались в конференц-зале Капитолия штата в то время, когда настоящие выборщики встречались в палате Сената штата. Сенатор штата Шон Стилл проверил личности фальшивых выборщиков, когда они вошли в комнату, но, как сообщается, встреча была открытой для публики, и в тот же день было опубликовано видео. В отличие от некоторых других штатов, фальшивый "Сертификат подтверждения" в Джорджии не содержал формулировки, указывающей, что его следует использовать только в том случае, если предвыборный штаб Трампа выиграет судебный процесс (в данном случае "Трамп против Раффенспергера", которое в тот момент все ещё рассматривалось). Затем Джулиани и команда Чесебро отправили фальсифицированные документы в Сенат США и Национальный архив.

### Нарушение избирательного оборудования в округе Коффи
Через несколько недель после выборов Трамп и его соратники атаковали компанию Dominion Voting Systems, производящую оборудование для электронного голосования. В частности, они утверждали, что бюллетени были изменены в ходе процесса, известного как «адъюдикация», предназначенного для устранения мелких ошибок. Трамп утверждал, что операторы могли заменить голоса, предназначенные Трампу, на голоса за Байдена.
7 января некто, выдававший себя за выборщика Трампа и связавшийся с руководителем выборов в округе Коффи для получения доступа в избирательный участок, сопроводил в офис двух сотрудников Трампа, что было заснято на видео наблюдения. Предположительно, при содействии сотрудников криминалистической фирмы SullivanStrickler они скопировали данные с оборудования для голосования. В записанном телефонном разговоре сторонник Трампа из Атланты Скотт Холл напомнил, что команда «просканировала каждый чертов бюллетень», включая оборудование, и что они «скопировали образы всех жестких дисков», использованных в день выборов. В сентябре 2023 года газета Washington Post сообщила, что в течение нескольких недель после выборов 2020 года Холл беседовал с руководителями Бюро расследований Джорджии и прокурором США по Южному округу Джорджии. Прокуроры Джорджии заявили, что 2 января 2021 года у Холла был 63-минутный телефонный разговор с Джеффри Кларком.
Текстовые сообщения от 19 января между двумя мужчинами, нанятыми командой юристов Трампа, свидетельствуют о намерении использовать эти данные для аннулирования результатов президентских выборов в Джорджии, а также второго тура выборов в Джорджии 2021 года. Сообщения обменивались коллега Сидни Пауэлл Джим Пенроуз, бывший сотрудник Агентства национальной безопасности, и Дуг Логан, чья фирма Cyber Ninjas позже провела проверку президентских выборов в округе Марикопа в 2021 году.
Фирма SullivanStrickler была вызвана в суд специальным большим жюри, созванным по этому делу в 2022 году. Компания настаивает на том, что она является «политически агностиком» и просто согласилась на оплачиваемую работу в качестве стороннего подрядчика для кампании Трампа. В ходе расследования два сотрудника Трампа признались, что их послала Сидни Пауэлл и что они получили доступ к машине для голосования внутри здания. Кэти Лэтэм, одна из фальшивых выборщиков, сопровождавших их в здание, сослалась на Пятую поправку.
Из 18 обвиняемых, которым 14 августа 2023 года было предъявлено обвинение, четверым — Пауэлл, Лэтэм, Холлу и Мисти Хэмптон, наблюдателю за выборами в округе — предъявлены обвинения в нарушении закона в округе Коффи.

### Преследование работников избирательных комиссий округа Фултон
После выборов Трамп и Джулиани размножили видео, вырванное из контекста, и использовали отснятый материал, чтобы выдвинуть необоснованные заявления о том, что две афро-американки Руби Фриман и её дочь Вандреа «Шэй» Мосс совершили фальсификацию выборов. Джулиани обвинил их в том, что они «разносили USB-порты, как если бы это были флаконы с героином или кокаином», и участвовали в «тайной незаконной деятельности», сославшись на видеозапись, на которой, по словам Мосс, на самом деле онибыли показаны с «имбирными мятными конфетами» в руках. Женщины и члены их семей подверглись расистским оскорблениям и угрозам жизни, а Федеральное бюро расследований (ФБР) предупредило их, что они не находятся в безопасности даже в собственном доме.
В декабре 2021 года Фриман и Мосс подали иск против Джулиани за клевету в Окружной суд округа Колумбия. В июле 2023 года Джулиани было приказано выплатить им гонорары адвоката в размере 89 000 долларов после того, как на него наложили санкции за непредоставление доказательств по делу. 25 июля Джулиани признал, что его заявления носили «клеветнический характер сами по себе», но отрицал, что они причинили «какой-либо ущерб». 30 августа судья вынес заочное решение в отношении Джулиани из-за того, что он не представил повестку в суд.
На публичных слушаниях в июне 2022 года перед Специальным комитетом Палаты представителей США по вопросу о нападении 6 января Мосс заявила, что после высказываний Джулиани она и её семья подверглись шквалу расистских угроз, в том числе: «Радуйтесь, что сейчас 2020 год, а не 1920 год», имея в виду суд Линча в США. Во время своих показаний Фриман сказала: «Я нигде не чувствую себя в безопасности. Нигде. Вы знаете, каково это, когда президент Соединённых Штатов преследует вас?». Мосс сказала, что ложные обвинения, выдвинутые против неё, имели большое значение и повлияли на её благополучие «в значительной степени — во всех отношениях — и всё из-за лжи».

## Обвинение

Диаграмма Эйлера категорий обвинений, с которыми сталкивается каждый обвиняемый
— "рэкет" результатов выборов
— давление на должностных лиц
— создание коллегии фальшивых выборщиков
— давление на должностных лиц и
создание коллегии фальшивых выборщиков
— нарушения в округе Коффи, Джорджия
— преследования сотрудников избирательных комиссий

14 августа 2023 года Большое жюри предъявило обвинения Трампу и 18 другим обвиняемым. В обвинительном заключении упоминаются 30 сообщников, которым не предъявлены обвинения.

### Пункты обвинения
Уголовные обвинения делятся на несколько групп:
- Нарушение Закона Джорджии о коррумпированных организациях, находящихся под влиянием рэкета (RICO). Это единственное обвинение, в котором обвиняются все 19 обвиняемых, в участии в преступном предприятии с целью отменить президентские выборы в США 2020 года путём воспрепятствования подсчёту голосов голосов выборщиков в Джорджии. В поддержку преступного предприятия перечислено 161 индивидуальное деяние. Обвинения RICO позволяют суду рассматривать доказательства предполагаемых действий в других штатах[58].
- Запрос о нарушении присяги государственного служащего и ложные заявления и письма для государственных служащих. Эти обвинения связаны с ложными утверждениями о предполагаемой фальсификации результатов выборов. Большинство из этих обвинений касаются действий, направленных против членов Генеральной ассамблеи Джорджии: семь — на заседании Юридического комитета Сената Джорджии, два — на заседании Комитета по делам правительства Палаты представителей Джорджии, одно по отношению к спикеру палаты представителей, а другое для попытки добиться одобрения письма Джеффри Кларка  чиновниками министерства юстиции США. Четыре из них были нацелены на госсекретаря Джорджии Брэда Раффенспергера и его сотрудников, освещавших телефонный разговор Трампа и Раффенспергера и ещё один разговор в сентябре 2021 года.
- Выдача себя за государственного служащего, подлог первой степени, подача поддельных документов  и попытка совершения этого, а также ложные заявления и записи в документах. Эти обвинения касаются фальшивых выборщиков, выдававших себя за истинных выборщиков, а также создания и распространения двух фальшивых документов: сертификат подтверждения и сопроводительное письмо к нему. Есть также одно обвинение по возбуждению федерального дела Трамп против Кемпа. Фальшивым выборщикам и фигурантам федерального дела были предъявлены обвинения в основных преступлениях, в то время как другим было предъявлено обвинение в заговоре с целью их совершения.
- Лжесвидетельство и ложные показания и письменные показания следователям. Одно обвинение во лжи под присягой перед Округ Фултон Большое жюри специального назначения, и одно обвинение во лжи следователям из офиса Фултонского окружного прокурора.
- Сговор с целью совершения каждого из следующих действий: фальсификация выборов, кража компьютера, незаконного вторжения в компьютер, вторжение в частную жизнь с помощью компьютера, а также обман государства. Эти обвинения связаны с нарушением оборудования для голосования в округе Коффи в штате Джорджия.
- Оказание влияния на свидетелей и попытки совершить это, а также сговор с целью совершения вымогательства ложных заявлений и письменных документов. Эти обвинения связаны с попыткой преследования сотрудницы фултонской избирательной комиссии округа Руби Фриман.

### Ответчики
В обвинительном заключении  перечислены 19 обвиняемых, из них 15 (по состоянию 24.10.2023) не признали себя виновными:
1. Дональд Трамп, бывший президент США, 13 пунктов обвинения. Предполагаемый организатор и руководитель преступного сообщества, пытавшегося обманным путём отменить результаты президентских выборов в Джорджии и шести других штатах.
2. Руди Джулиани, адвокат Трампа, 13 пунктов обвинения. Обвиняется в «явных действиях, способствующих заговору», в том числе в ложном сообщении Юридическому комитету Сената Джорджии о том, что в голосовании участвовали 10 315 мертвецов и 2 560 осуждённых преступников.
3. Джон Истман[англ.], адвокат Трампа, 9 пунктов обвинения. Обвинения включают в себя: предоставление ложных показаний в судебном документе; помощь в сборе «незаконных» выборщиков, поддерживающих Трампа.
4. Марк Медоуз, последний глава администрации Белого дома при Трампе,  2 пункта обвинения. Обвинения включают "подстрекательство государственного служащего к нарушению присяги" во время разговора с Раффенспергером, когда он сказал ему: «Я могу обещать вам, что есть нечто большее», имея в виду, что штат обнаружил только два голоса, поданных преступниками.
5. Джеффри Кларк[англ.], исполняющий обязанности помощника генерального прокурора гражданского отдела Министерства юстиции США, 2 пункта обвинения, в том числе «преступный умысел совершить ложные заявления и письменные работы». Предположительно «попросил исполняющего обязанности генерального прокурора США Джеффри Розена и исполняющего обязанности заместителя генерального прокурора США Ричарда Донохью подписать и отправить» составленное им письмо в Законодательное собрание штата Джорджия, в котором ложно утверждалось, что Министерство юстиции «выявило серьёзные проблемы, которые могли повлиять на результаты выборов в нескольких штатах, включая штат Джорджия». Запрос был отклонён, и письмо не было отправлено.
6. Рэй Смит III, адвокат предвыборного штаба Трампа, 12 пунктов обвинения. Обвиняется в: подстрекательстве сенаторов штата Джорджия к нарушению присяги, данной при вступлении в должность, «путём незаконного назначения выборщиков президента от штата Джорджия»; 14 декабря 2020 года, призывая кандидатов в выборщики Трампа подписать «Свидетельство о голосах выборщиков 2020 года от Джорджии», несмотря на то, что Трамп проиграл выборы.
7. Боб Чили[англ.], адвокат, 10 пунктов обвинения. Предположительно участвовал в собрании по подтверждению фальсифицированных голосов 14 декабря. Также обвинён в ложных показаниях перед большим жюри при даче показаний, связанных с той же встречей.
8. Майк Роман[англ.], директор предвыборного штаба Трампа, 7 пунктов обвинения. Предположительно, он «поручил лицам, связанным с предвыборным штабом Трампа, внести записи в общую электронную таблицу, в которой перечислены кандидаты Трампа на выборы в президенты в Джорджии, Аризоне, Мичигане, Неваде, Пенсильвании и Висконсине».
9. Дэвид Шафер[англ.], бывший председатель Республиканской партии Джорджии и фальшивый выборщик, 8 пунктов обвинения. Председательствовал на собрании по голосованию выборщиков 14 декабря. Обвиняется в том, что он неправомерно отдал свой голос за Трампа и подписал поддельное свидетельство о голосовании избирателей.
10. Джон Истман[англ.], фальшивый выборщик, 7 пунктов обвинения. Обвинён в том, что «выдавал себя за государственного служащего», выдавая себя за «квалифицированного выборщика президента» на собрании 14 декабря.

Следующие лица, в основном, обвиняются в преследованиях сотрудников избирательной комиссии округа Фултон:
11. Стив Ли, пастор из Иллинойса, 5 пунктов обвинения. Обвиняется в посещении резиденции сотрудника избирательной комиссии округа Фултон Руби Фриман «с намерением повлиять на её показания в ходе официального разбирательства в округе Фултон».
12. Харрисон Флойд, лидер «Черных голосов за Трампа», 3 пункта обвинения, включая попытку повлиять на свидетелей. В обвинительном заключении утверждается, что Ли попросил Флойда помочь ему поговорить с чернокожей женщиной Фриман, потому что она боялась разговаривать с «белым мужчиной». Флойд якобы сказал Фримен, «что ей нужна защита, и якобы предложил ей помощь».
13. Тревиан Кутти, публицистка из Чикаго, 3 пункта обвинения. Якобы участвовал в попытках повлиять на показания Фримен. Её обвиняют в том, что она посетила дом Фримен и ложно сообщила соседке, что «она была кризисным менеджером и пыталась «помочь» Фримен». На встрече с Фримен в полиции округа Кобб, продолжавшейся более часа, снова под предлогом предложения помощи просила  Фримен дать ложные показания.
Следующие лица, в основном, обвиняются во взломе избирательного оборудования округа Коффи:
14. Кэти Лэтэм, бывший лидер Республиканской партии округа Коффи и фальшивый избиратель, совершила 11 пунктов обвинения. Обвиняется в «компьютерном вторжении» и «компьютерном вторжении в частную жизнь» за взлом избирательного оборудования округа Коффи с целью копирования их данных.
15. Мисти Хэмптон (она же Эмили Мисти Хейс), в то время наблюдавшая за выборами в округе Коффи,  7 пунктов обвинения. По данным Washington Post, вскоре после выборов она выпустила вирусное видео, в котором якобы задокументированы уязвимости в оборудовании Dominion Voting Systems. Она рассказала газете Post, что Холл и другие обвиняемые не заходили в комнату с машинами для голосования с сенсорным экраном, но не знали, находились ли они в серверной комнате, где находился компьютер, который подводит итоги голосования. Её обвиняют в «умышленном и незаконном вмешательстве в электронные маркеры для голосования и машины для подсчета голосов» и в «незаконном владении бюллетенями» вместе с Лэтэмом, Холлом и Пауэллом.
4 из 19 обвиняемых признали себя виновными и заключили сделку со следствием (по состоянию на 24 октября 2023 года):
16. Кеннету Чесебро, адвокату, выступавшему в качестве внешнего советника, предъявлено 7 пунктов обвинения. Он признал себя виновным 20 октября 2023 года. Первоначальные обвинения касались написания записок и электронных писем, в которых описывалось, как Джорджия и другие штаты могли «созвать и подать ложные голоса Коллегии выборщиков». Политически либеральный примерно до 2016 года, после получения степени юриста он работал над такими известными делами, как расследование Иран-контрас в качестве заместителя специального прокурора и дело Буш против Гора в качестве научного сотрудника своего бывшего профессора права в Гарварде Лоуренса Трайба. Однако политические взгляды Чесебро изменились к 2016 году, когда он помог Истману в судебном процессе против гражданства по праву рождения, за которое Трамп вёл кампанию с 2015 года. В 2020 году он написал три записки - датированные 18 ноября, 6 декабря, и 9 декабря — возникла идея создания «альтернативных списков выборщиков» в штатах, в которых победил Байден.
17. Сидни Пауэлл, адвокат предвыборного штаба Трампа, обвинен по 7 пунктам обвинения. 19 октября 2023 года Пауэлл признал себя виновным по шести пунктам обвинения в правонарушениях. Ее обвинили в: ложных заявлениях о том, что результаты выборов были сфальсифицированы; заключил контракт с Салливаном Стриклером на сбор и анализ данных с оборудования Dominion Voting Systems в нескольких штатах, что в конечном итоге привело к «незаконному взлому избирательного оборудования в округе Коффи, штат Джорджия».
18. Дженна Эллис, адвокат предвыборного штаба Трампа, 2 пункта обвинения. Обвиняется в подстрекательстве сенаторов штата Джорджия к нарушению присяги при вступлении в должность «путем незаконного назначения выборщиков президента от штата Джорджия». Она признала себя виновной 24 октября 2023 года.
19. Скотт Грэм Холл, поручитель под залог, 7 пунктов обвинения. В число обвинений входили: «расследование выборов от имени [Трампа]». В прессе его описывали как «находящегося в центре нарушений избирательного оборудования в округе Коффи». 29 сентября он первым признал себя виновным в пяти правонарушениях из семи пунктов обвинения.

## Первоначальные процедуры

### Задержания и освобождения под залог
После того, как большое жюри выдало ордера на арест всех 19 обвиняемых, в соответствии с обычной процедурой окружной прокурор Фани Уиллис предоставила соответчикам возможность добровольно сдаться в руки правосудия к полудню 25 августа. И все так поступили, за исключением Флойда и все они, кроме Флойда, были немедленно освобождены под залог. Обвиняемые сдались в тюрьму округа Фултон в следующие дни:
- 22 августа: Истман[71] и Холл[72]
- 23 августа: Шафер, Лэтэм[73], Смит, Чезебро[74], Джулиани, Пауэлл и Эллис[75]
- 24 августа: Трамп, Медоуз[76] и Флойд[74]
- 25 августа: Роман, Кларк, Стилл, Хэмптон, Чили[77], Кутти[78] и Ли[69]

Трамп согласился внести залог в размере 200 000 долларов США 21 августа. По предварительно согласованным условиям освобождения он может использовать адвокатов только для обсуждения дела с сообвиняемыми или свидетелями, а но ему и адвокатам запрещено запугивание  в социальных сетях как сообвиняемых, так и сообщников, которым не предъявлены обвинения, или свидетелей. Когда он сдавался правосудию, для внесения залога он использовал поручителя. Было сделано стандартное тюремное фото Трампа в фас и профиль, предшестующие обвинения Трампа не требовали этой  процедуры. Трамп сообщил властям данные о своём росте — 191 см (или 6 футов 3 дюйма) и весе — 98 кг (или 215 фунтов); четырьмя месяцами ранее он сообщал властям Нью-Йорка, что его рост 188 см, а вес 110 кг.
Флойд не заключил соглашение об залоге до своего формального задержания и поэтому был арестован, а затем заключён в тюрьму. Находясь в тюрьме, он отказался от залога, предложенного офисом Уиллиса. На судебном слушании 25 августа ему было отказано в залоге, поскольку он считался Риск бегства из-за находящегося против него в Мэриленде дела о нападении на агента ФБР. Он заявил суду, что не может позволить себе нанять адвоката и не имеет права нанять адвоката, назначенного судом. Залог Флойда был установлен в размере 100 000 долларов США 29 августа, и на следующий день он был освобождён.
Джулиани установил залог в размере 150 000 долларов; Чесебро, Кларк, Истман, Эллис, Флойд, Медоуз и Пауэлл — по 100 000 долларов; Кутти, Лэтэм, Ли и Шафер — 75 000 долларов; Чили, Роман и Смит — 50 000 долларов; и Холл, Хэмптон и Стилл на сумму 10 000 долларов США..

## Комментарии
1. ↑  Для Американского уголовного права характерно более широкое понимание термина "рэкет"[1][2], нежели в российском законодательстве. См. статью рэкет.
2. ↑  Пенроуз и Логан были под следствием, но были не обвинены специальным прокурором Д. Дж. Хилсон в штате Мичиган.
3. ↑  Они не названы, хотя некоторых можно идентифицировать[56].
4. ↑  Облигации Хэмптона и Стилла представляют собой подписные облигации.